# Fragile-X-Mental-Retardation-1-Protein
Das Fragile X Mental Retardation Protein (FMRP) (Gen-Name: FMR1) ist ein Protein in Wirbeltieren, das an bestimmte Arten von RNA bindet und an ihrem Transport und ihrer Translation beteiligt ist. Beim Menschen finden sich die größten Mengen von FMRP in Neuronen, im Gehirn, den Hoden, der Plazenta und in Lymphozyten.
Mutationen im FMR1-Gen sind Auslöser für das Fragiles-X-Syndrom (FXS), die Primäre Ovarialinsuffizienz (POI) sowie für das Fragiles-X-assoziierte Tremor-/Ataxie-Syndrom (FXTAS).

## Struktur
FMRP enthält drei RNA-Bindedomänen (zwei KH-Domänen und eine RGG-Box) sowie eine Kernlokalisation-Signalsequenz (NLS) und eine Kernexport-Signalsequenz (NES).

## Funktion
FMRP zirkuliert zwischen dem Zellkern und dem Cytoplasma. Durch die NLS gelangt das FMRP in den Zellkern und den Nucleolus, wo es an mRNA gebunden wird. Durch die NES wird dieser Komplex wieder in das Cytoplasma transportiert, wo es sich mit Ribosomen-Untereinheiten verbindet.
FMRP bindet ca. 4 % der mRNA im Gehirn und ist so am Transport zu den entsprechenden Ribosomen beteiligt. Es ist über die räumliche Regulation der Proteinbiosynthese unter anderem verantwortlich für Zellwachstum, Zellpolarität und Organisation der synaptischen Plastizität von Neuronen. Dies ist wichtig für Lern- und Gedächtnisleistungen. Es wird mit Lernen und Denken in Verbindung gebracht, da ein Verlust des Proteins durch Stilllegung seines codierenden Gens FMR1 zum Fragiles-X-Syndrom führt, welches häufig geistige Behinderung zur Folge hat.